# Badminton Gazette
Die Badminton Gazette war die erste regelmäßige Zeitschriftenpublikation in der Sportart Badminton. Sie war das offizielle Organ des englischen Badmintonverbandes BAE und wurde monatlich herausgegeben.

## Geschichte
Die erste Ausgabe erschien im November 1907 in einem Umfang von 12 Seiten. Innerhalb kürzester Zeit wurde der Umfang auf 20 Seiten erhöht. 1915 erschien der 8. Jahrgang, durch den Ersten Weltkrieg erst 1921 der nächste. Nach 18 weiteren Jahrgängen unterbrach der Zweite Weltkrieg das Erscheinen erneut. Ab 1946 wurde die Badminton Gazette wieder herausgegeben, ehe 1979 die letzte Ausgabe erschien, um unter neuem Titel Badminton bei einem anderen Verlag fortgesetzt zu werden.

## Editoren
- 1907–1907 Stewart Marsden Massey
- 1907–1912 George Alan Thomas
- 1912–1913 Stewart Marsden Massey und Lavinia Clara Radeglia
- 1913–1915 George Alan Thomas und Lavinia Clara Radeglia
- 1921–1922 Margaret Tragett
- 1922–1926 H. E. D. Pocock
- 1926–1927 Margaret Tragett
- 1927–1930 George Alan Thomas und Lavinia Clara Radeglia
- 1930–1931 Frank Devlin
- 1931–1939 D. L. H. Mercer
- 1946–1970 Herbert Scheele
- 1970–1979 Pat Davis